# فردیناند هودلر
فردیناند هودلر (انگلیسی: Ferdinand Hodler; ۱۴ مارس ۱۸۵۳ – ۱۹ مهٔ ۱۹۱۸) یکی از بزرگ‌ترین نقاشان سوئیسی در قرن نوزدهم میلادی بود. او به دنبال نوعی «هماهنگی دینی» بود.
« در چنین حضور و غیابی از پیشتازان بزرگ هنر مدرن، به ندرت ذکری از فردینان هودلر، نقاش سوییسی به میان می‌آید. با این همه، او در پاریس و نیز خارج از فرانسه شهرت داشت، و بدون شک یکی از محرک‌های اصلیِ [هنر مدرن]، خاصه در کشورهای غیر از فرانسه بود. هودلر نیز از امپرسیونیسم فاصله گرفت و به هنری روی آورد که از جهاتی به شدت کهنه و مهجور بود. او با این کار جامعه‌ی هنری سوییس را تکان داد و تاثیر عمیقی بر محیط‌های هنری پاریس(۱۸۹۱ و پس از آن)، وین(۱۹۰۴)، و آلمان نهاد. هودلر در کارش به دنبال نوعی «هماهنگی دینی» بود که آن را به آشکار ساختن «شباهت‌های بین انسان‌ها» ربط می‌داد. او می‌خواست به «هماهنگی‌های بزرگ و ساده» برسد و از سوژه‌های بزرگ و ساده استفاده می‌کرد. هودلر دقت و صراحت نقاشان بزرگ پیش از قرن هجدهم را ارج می‌نهاد و وضوحِ به ویژه دورِر، هولباین و «بدویانِ ایتالیایی»(نقاشان صدر رنسانس) را ارزشمند می‌شمرد. او موشکافانه واقعیت‌ها را می‌نگریست و در انتخاب مدل‌ها و ژست‌های آن‌ها برای کمپوزیسیون‌های بزرگ خود زحمت زیادی می‌کشید، و به همین میزان حرکات بیانگرانه[یا اکسپرسیو] رقصندگان را مطالعه می‌کرد. در نتیجه مجموعه‌ای از تابلوهای بزرگ را درباره‌ی درون مایه‌های تمثیلی بزرگ پدید آورد: شب، روز، عشق، حقیقت و جز این‌ها، که مورد خطابشان انسان‌هایی همچون خودِ او بودند که تبار ساده‌ای داشتند. 
.
تابلوی سرخوردگان او نمونه‌ی اعلای ترکیب واقع‌نمایی با یک کمپوزیسیون محکم و مؤکد است. انسان‌های متفاوت و حالت‌های آن‌ها با ترتیب دقیق و گویایی به تصویر درآمده‌اند. ترتیب مشابهی را می‌توانیم در دیگر تابلوهای این مجموعه مشاهده کنیم- پنج پرسوناژ که به گونه‌ای متقارن در طول تصویر بازنمود شده‌اند. هودلر برای این‌گونه از شکل‌ها و خطوط تکرار شونده، که از نقاشی مصری و معرق‌کاری بیزانسی اقتباس کرده بود، اصطلاح پاراللیزم[نظیرنگاری] را به کار برد. او چند سال پیش از کشیدن تابلوی سرخوردگان، که در سال ۱۸۹۲ در نمایشگاه سمبولیستی مهمی در پاریس به نمایش نهاده شد، رابطه‌ای دوستانه‌ای با امیل ژاک-دالکروز برقرار کرد. وی که یک استاد موسیقی بود شیوه‌ی رقص و حرکات معروف به وشت‌گری[یوریتمی] را تکامل بخشیده بود که به کمک آن می‌توانست حرکات بیانگرانه‌ی موسیقی و کلمات را، از طریق تمرینات بدنی مرتبط با حرکات ابتدایی و غریزیِ رقص، مطالعه کند.»

## برخی آثار

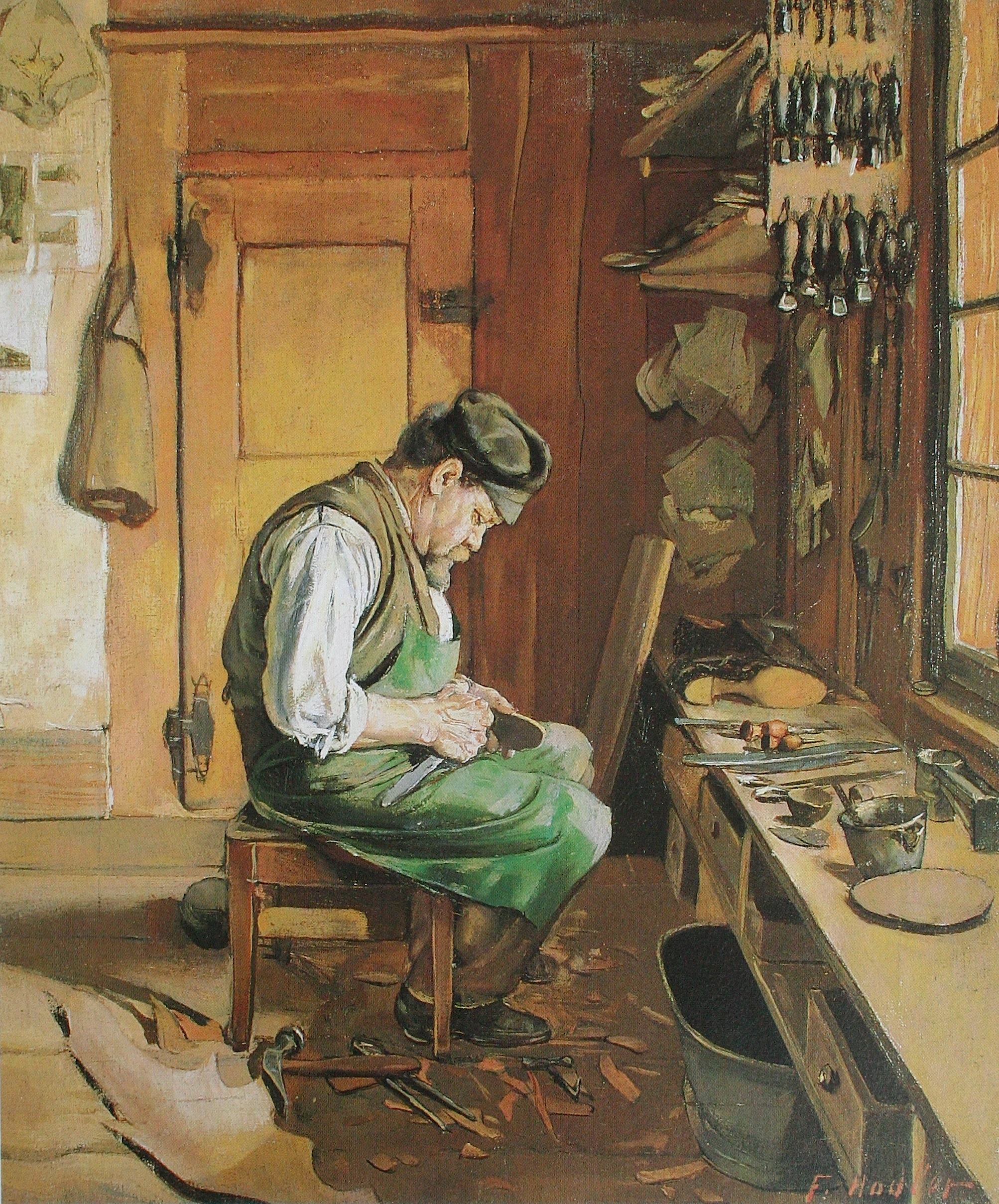
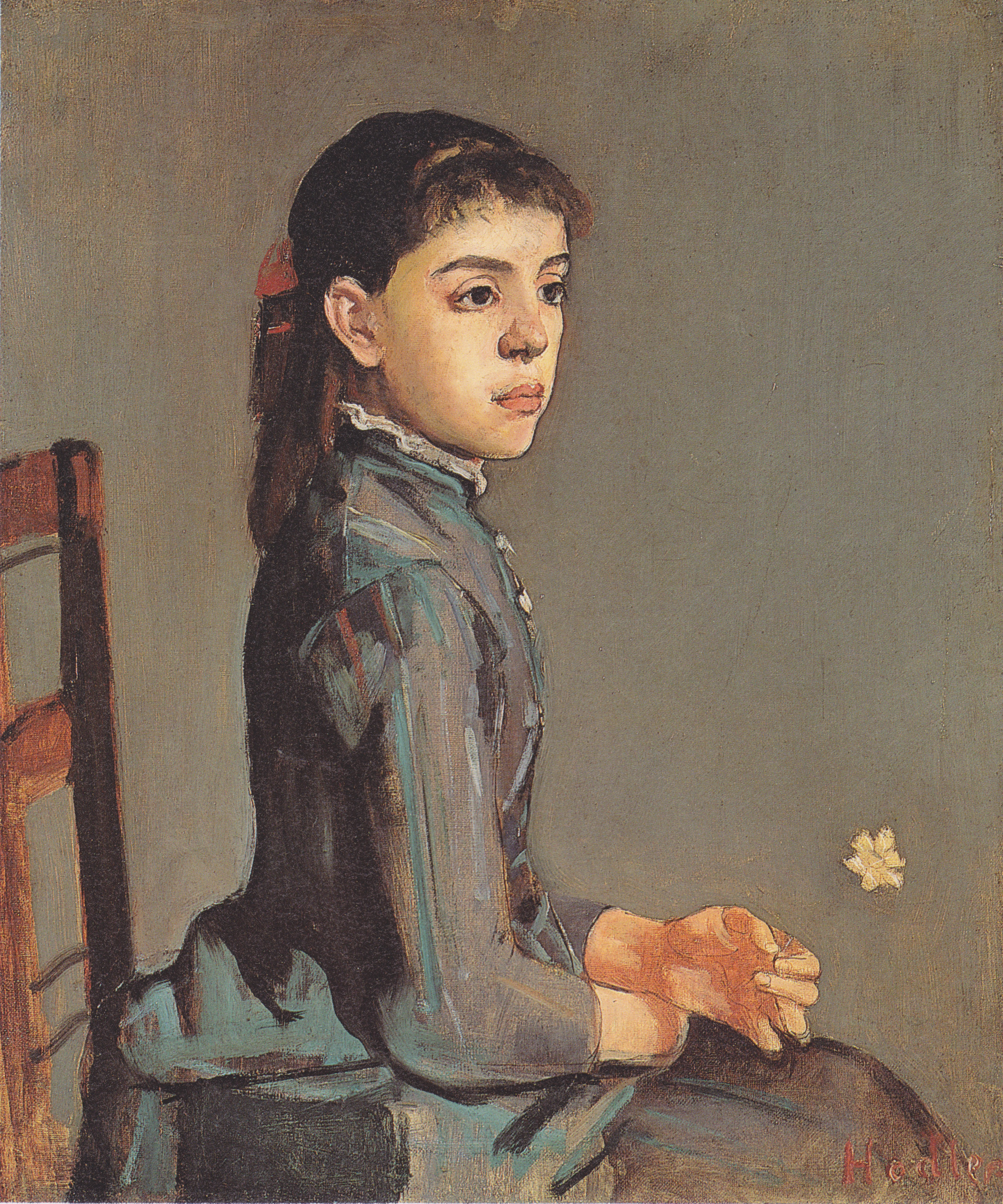
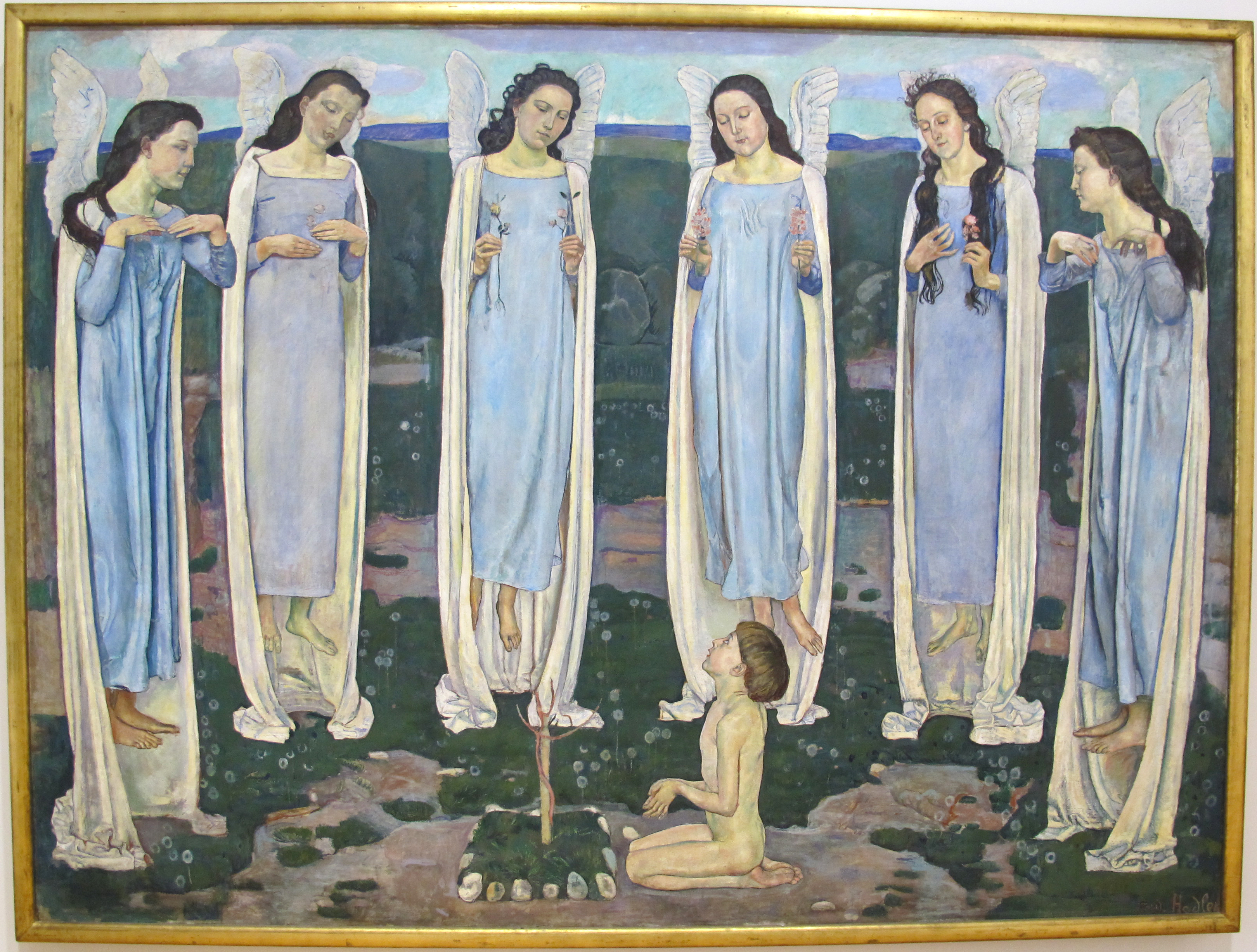
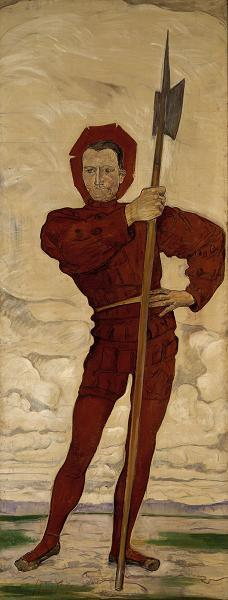
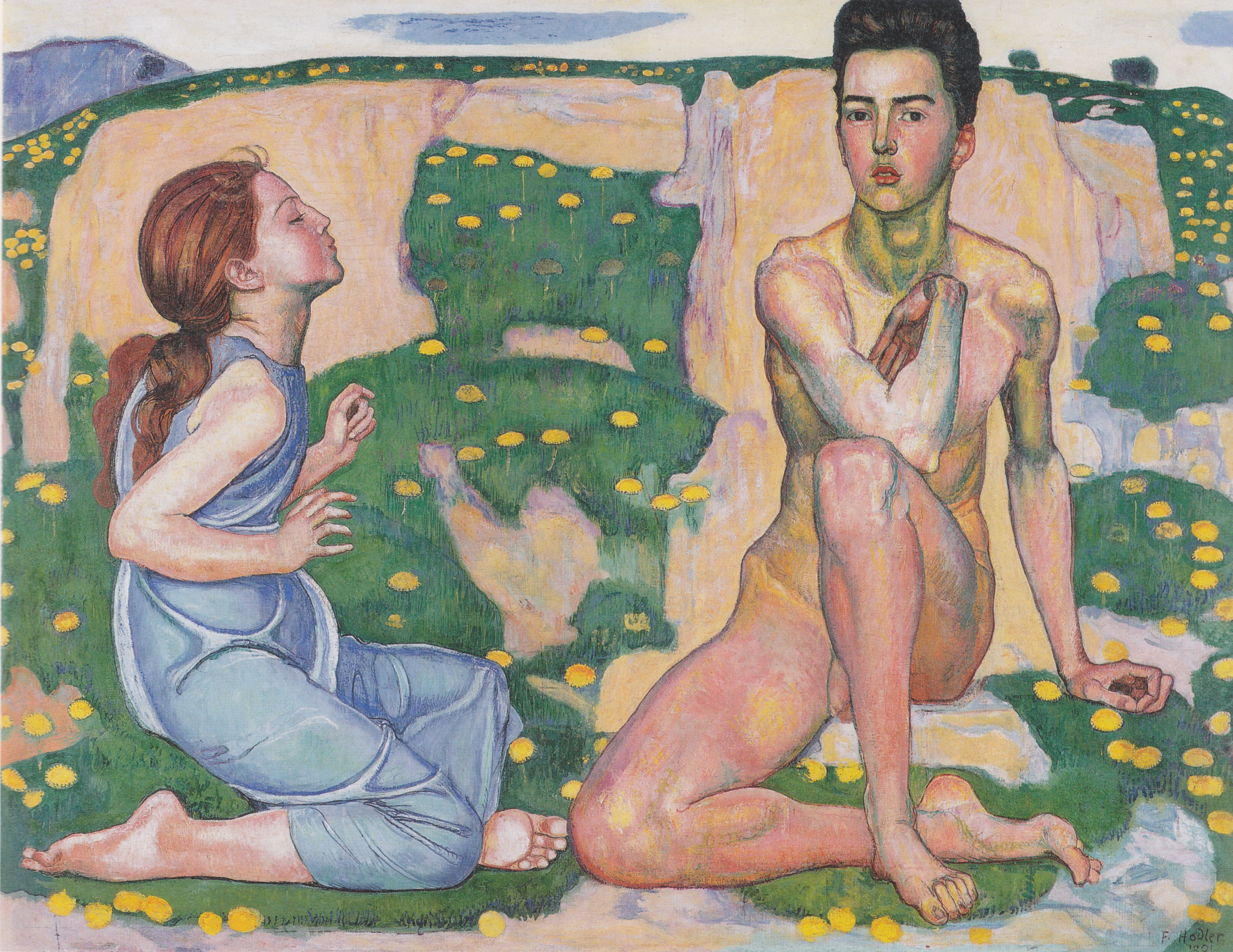
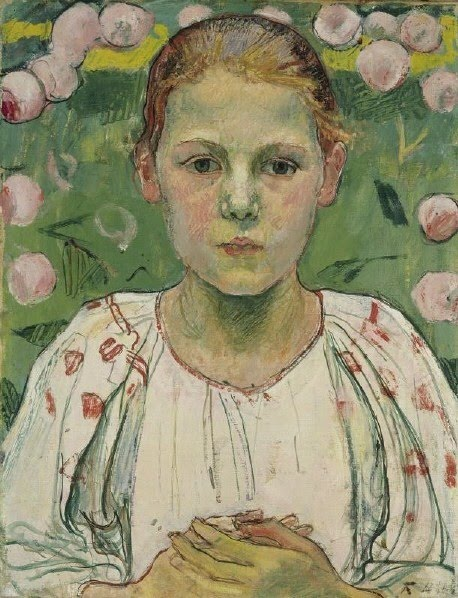
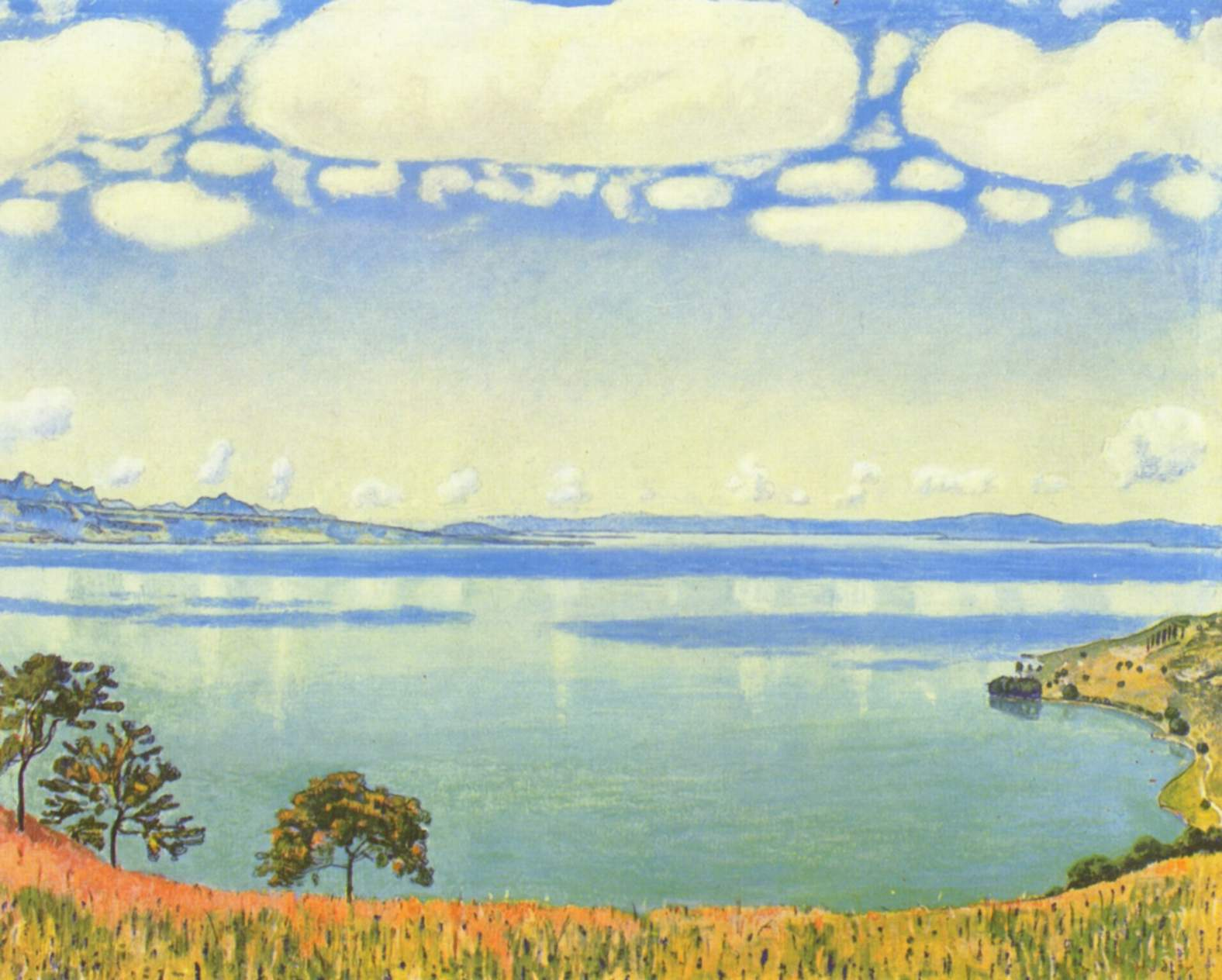
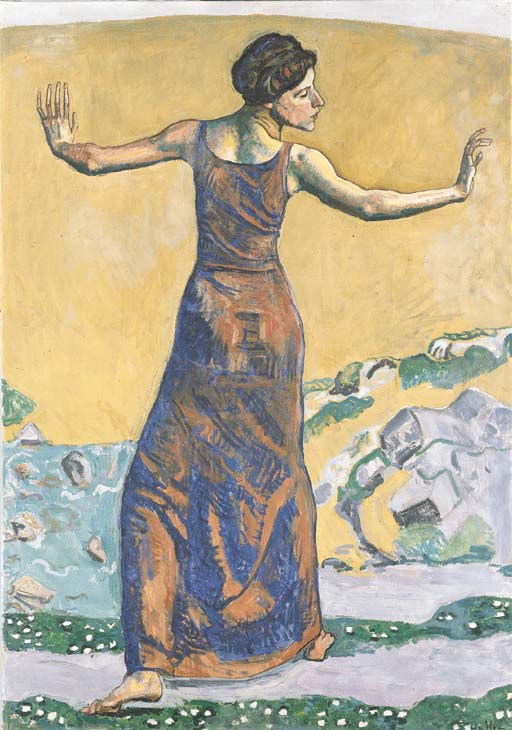
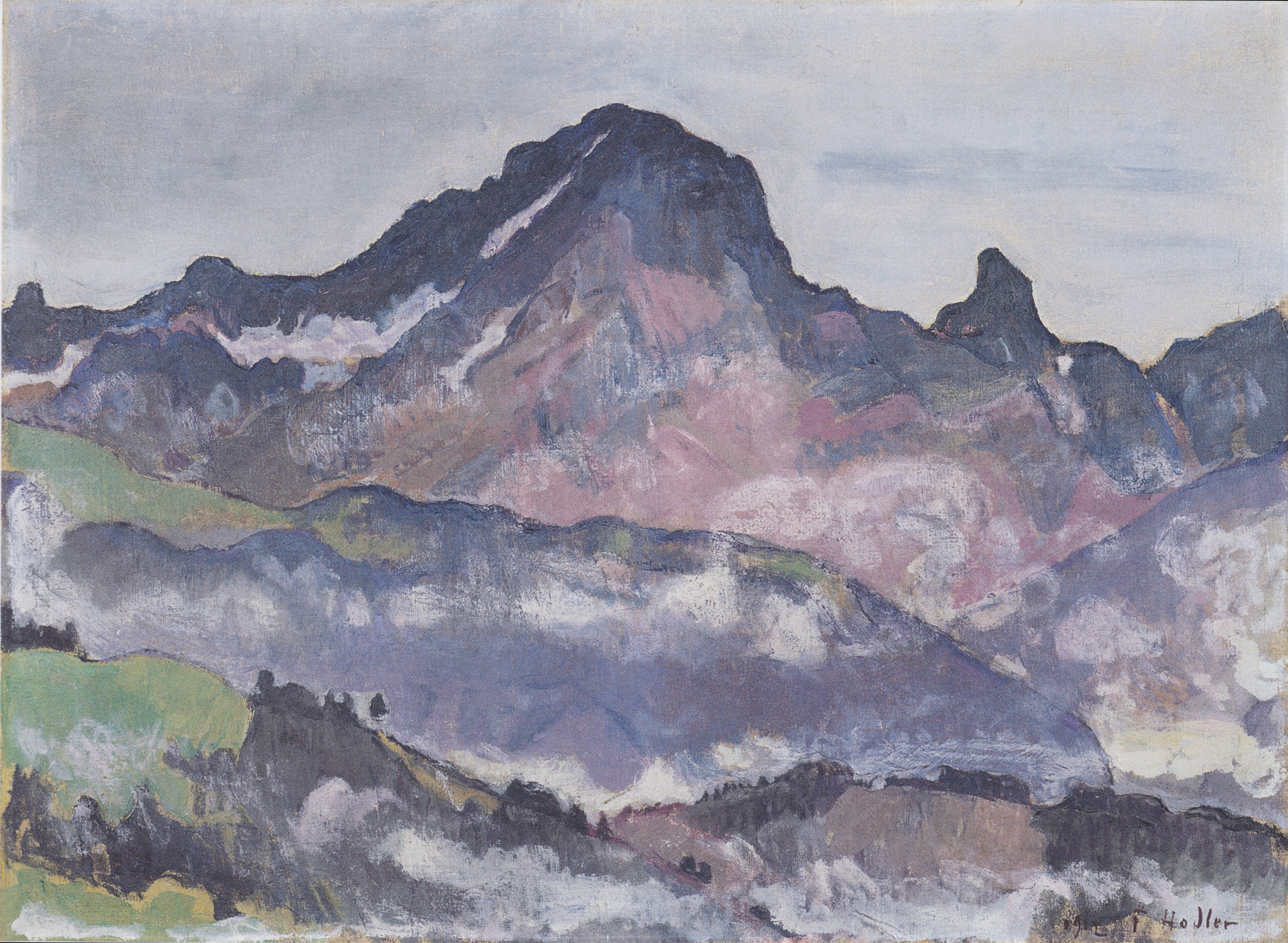